# Gegant vermell

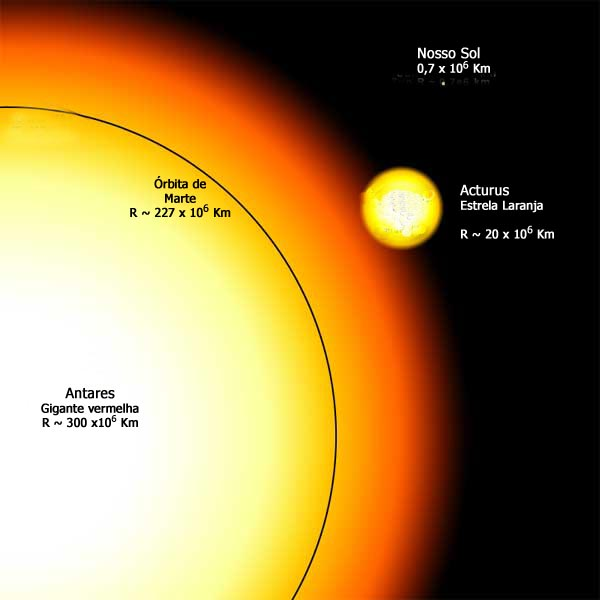
Comparació entre un gegant vermell, un estel carabassa i el nostre Sol

En astronomia, un gegant vermell és un estel gegant que ha evolucionat sortint de la seqüència principal.
Són estels d'una massa almenys igual a la del Sol que, després d'haver esgotat l'hidrogen del nucli, comencen a consumir l'hidrogen de l'escorça, a l'entorn del nucli ric en heli.
Dos fenòmens són responsables de l'augment substancial de la radiació de l'estel (que pot arribar a ser 1.000 vegades superior a la del Sol). Per una banda, la combustió en capes de l'hidrogen i, en segon lloc, la contracció del cor d'heli, que allibera una important quantitat d'energia gravitacional. L'energia d'aquestes dues fonts, que es desplaça cap a l'exterior, produeix una pressió interna que fa augmentar la radiació de l'estel, el qual és, llavors, molt més lluminós a causa que n'augmenta la superfície. Però la temperatura d'aquesta superfície disminueix: el resultat és que esdevé molt més gros i més fred i, per tant, de color més vermell; d'ací el nom de gegant vermell.
Si un estel és d'una massa inferior a 2,5 masses solars, l'aportació d'heli al nucli procedent de la fusió de l'hidrogen de l'escorça pot provocar el que s'anomena un flaix d'heli: una combustió ràpida de l'heli en el nucli quan les condicions de pressió i temperatura són suficients. La lluminositat de l'estel augmenta de pressa i comença llavors un breu període de combustió d'heli. Després, s'esdevé una nova pujada dins la branca dels gegants. Els estels més massius que les 2,5 masses solars entren dins la fase de fusió de l'heli d'una manera més calma.
La fase durant la qual un estel pobre en metalls consumeix heli es denomina branca horitzontal, car dins el diagrama de Hertzsprung-Russell aquests estels es troben sobre una línia quasi horitzontal. Els estels rics en metalls no se situen pas sobre la branca horitzontal, més aviat en un mateix indret del diagrama de Hertzsprung-Russell.
Durant aquesta evolució, un estel es pot trobar moltes vegades dins la «fase gegant», si és prou massiu per a poder provocar la fusió dels elements més pesants que l'heli. En aquest cas, en el diagrama de Hetzsprung-Russell, l'estel es troba sobre la branca asimptòtica dels gegants, en què els que inicialment eren més massius poden arribar a l'estat Wolf Rayet.

## Característiques

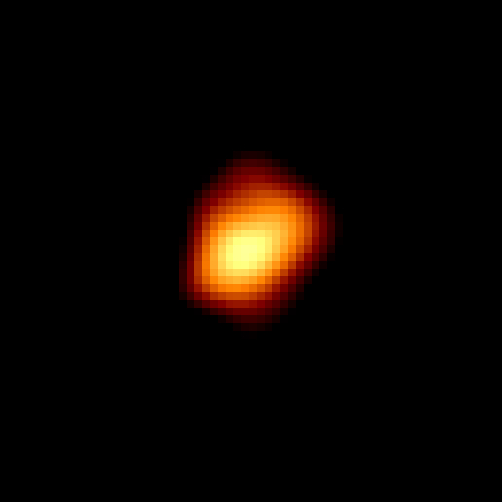
Mira, una gegant vermella variable de la branca gegant asimptòtica.

Una gegant vermella és una estrella que ha esgotat el subministrament d'hidrogen al seu nucli i ha iniciat la fusió termonuclear d'heli en un embolcall que envolta el nucli. Tenen ràdios de desenes a centenars de vegades més grans que el del Sol. No obstant això, el seu embolcall exterior té una temperatura més baixa, cosa que els confereix un to vermellós-ataronjat. Tot i la menor densitat energètica del seu embolcall, les gegants vermelles són molt més lluminoses que el Sol a causa de la seva gran mida. Les estrelles de la branca vermella-gegant tenen lluminositats de fins a gairebé tres mil vegades la del Sol, tipus espectrals de K o M, tenen temperatures superficials de 3.000-4.000 K i radis de fins a unes 200 vegades el Sol. Les estrelles de la branca horitzontal són més calentes, amb un petit rang de lluminositats entorn d'una lluminositat solar de 75. Les estrelles de la branca asimptòtica-gegant van des de lluminositats similars a les de les estrelles més brillants de la branca de les gegants ro.
Entre les estrelles de la branca asimptòtica-gegant es troben les estrelles de carboni de tipus C-N i C-R tardanes, produïdes quan el carboni i altres elements són transportats per convecció a la superfície, cosa que se sol anomenar un dragatge. El primer dragatge es produeix durant la combustió de l'escorça d'hidrogen a la branca de la gegant vermella, però no produeix una gran abundància de carboni a la superfície. El segon, ia vegades el tercer, es produeix durant la combustió de l'embolcall d'heli a la branca de les gegants asimptòtiques i convoca el carboni cap a la superfície a les estrelles prou massives.
Els llimbs estel·lars d'una gegant vermella no estan clarament definits, al contrari del que es mostra en moltes il·lustracions. Més aviat, a causa de la molt baixa densitat de massa de l'embolcall, aquestes estrelles no tenen una fotosfera ben definida, i el cos de l'estrella transita gradualment cap a una 'corona'. Les gegants vermelles més fredes tenen espectres complexos, amb línies moleculars, trets d'emissió i, de vegades, mésers, sobretot de les estrelles AGB que premen tèrmicament. Les observacions també han aportat proves de l‟existència d‟una cromosfera calenta sobre la fotosfera de les gegants vermelles, on la investigació dels mecanismes d'escalfament perquè es formin les cromosferes requereix simulacions en 3D de gegants vermelles.
Una altra característica destacable de les gegants vermelles és que, a diferència de les estrelles semblants al Sol, les fotosferes de les quals tenen un gran nombre de petites cèl·lules de convecció (grànuls solars), les fotosferes de les gegants vermelles, així com les de les supergegants vermelles, només tenen unes poques cèl·lules grans, les característiques de les quals causen les variacions de brillantor tan comunes en ambdós tipus d'estrelles.

## Procés de formació

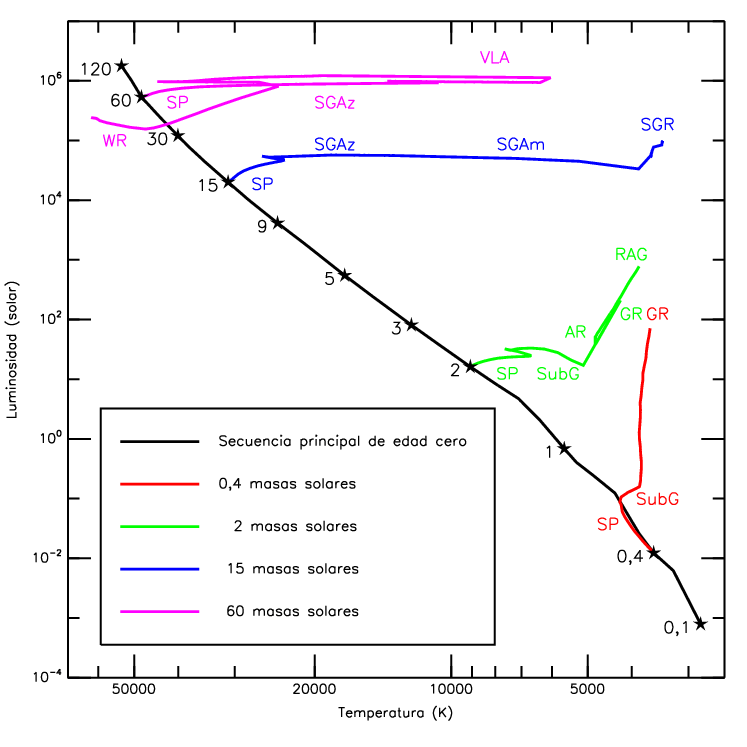
Diagrama d'Hertzsprung-Russell on s'han representat les trajectòries evolutives d'estrelles de masses diferents; les fases de gegant vermella per a estrelles de massa baixa i intermèdia estan assenyalades amb GR.

Durant l'etapa de seqüència principal, a mesura que les reaccions termonuclears produeixen heli, aquest es va acumulant al centre d'una estrella per la densitat més gran (és més pesat que l'hidrogen). Conforme l'hidrogen va consumint-se fusionant-se a l'heli, en arribar a una quantitat crítica d'heli (límit de Schoenberg-Chandrasekhar) la pressió interna va disminuint i l'estrella reacciona comprimint-se i escalfant-se una mica més fins a impossibilitar la fusió del poc hidrogen restant al seu centre. Es diu llavors que l'estrella s'ha enverinat per heli. Un cop esgotat l'hidrogen, el nucli d'heli no pot frenar el pes de l'estrella i comença a comprimir-se, desencadenant la transformació de l'estrella en una vermella gegant.
Si l'estrella és prou poc massiva (M < 2,5 masses solars), el gas d'electrons lliures degenerats atura en part la compressió. La temperatura augmenta fins al punt d'ignició de l'heli al voltant dels 100 milions de graus. A les estrelles més massives que el límit esmentat (M > 2,5 masses solars) aquesta transició succeeix suaument, ja que el gas amb prou feines s'ha degenerat quan el nucli s'encén. A les estrelles de massa entre 0,5 i 2,5 masses solars, en canvi, el nucli està parcialment degenerat i intensifica les seves reaccions alhora que augmenta la seva temperatura. Segueix així fins que, de cop, torna al règim de gas ideal el que produeix una allau tèrmica amb una potent explosió en què s'alliberen energies comparables a les d'una supernova, però que no fa perillar la integritat de l'estrella, ja que la major part d'aquesta energia és emprada a eliminar la degeneració electrònica: és el flaix de l'heli. Finalment, a les estrelles de menor massa (M < 0,5 masses solars) la temperatura central mai no és prou alta perquè es produeixi la fusió de l'heli. Tot i això, l'evolució d'aquestes estrelles és tan lenta que encara no hi ha hagut temps des de la formació de l'univers perquè una estrella aïllada d'aquesta massa hagi evolucionat a una vermella gegant.
La ignició de l'heli posa fi a la fase de gegant vermell. Si bé aquest procés és una mica violent, no arriba a afectar la integritat de l'estrella, que prosseguirà durant uns milions d'anys més en una nova fase estable d'agrupament vermell (red clump en anglès) si la seva metal·licitat és alta, o de branca horitzontal si la seva metal·licitat és baixa, fusionant el nou combustible. L'estrella torna a baixar al diagrama Hertzprung-Russell, però sempre més lluminosa i freda que durant l'etapa de seqüència principal.
Les capes externes de les gegants vermelles estan poc lligades gravitacionalment, per la qual cosa en aquesta etapa és important la pèrdua de massa. A més, la zona convectiva de les gegants és molt profunda, així que les ones de xoc contribueixen a accelerar encara més el vent estel·lar. D'altra banda, aquestes estrelles emeten molt a la part infraroig de l'espectre, que pateix molta absorció per part de la pols estel·lar, el qual rep més impuls i li transmet al gas. Finalment, també una major metal·licitat (el que comporta una major opacitat) provoca majors expulsions de matèria. La pèrdua de massa acumulada entre les fases de gegant vermella i de gegant asimptòtica s'estima entre el 40 i el 60% de la massa total inicial de l'estrella.
Aquesta baixa densitat de les seves capes exteriors també es tradueix que són estrelles que no tenen un limbe (és a dir, d'una fotosfera) ben definit. En el seu lloc, el cos de l'estrella es transforma de manera molt gradual en una corona solar en anar allunyant-se del seu centre.
És també notable que, a diferència del que succeeix en estrelles petites com el nostre Sol, on hi ha multitud de cèl·lules convectives (grànuls solars), una gegant vermella només en té un petit nombre però de grans dimensions, considerant aquest tret com la causa de les seves variacions de brillantor.
En expandir-se l'estrella, la zona convectiva s'estén des d'una regió on l'hidrogen ha estat parcialment reprocessat en heli fins a les capes més externes, per la qual cosa aquest material reprocessat és traslladat fins a la superfície. Aquest canvi en les abundàncies superficials és potencialment observable, i es manifesta com una diferència amb les abundàncies superficials d'estrelles de la seqüència principal amb la mateixa metal·licitat inicial.
Finalment, cal aclarir que la descripció d'una gegant vermella que apareix aquí és relativament moderna. Originalment, quan encara no es comprenien amb exactitud els diferents processos que ocorrien en les darreres fases de la vida d'una estrella, el terme gegant roig englobava a més les fases posteriors d'agrupament vermell/branca horitzontal i de gegant asimptòtica. El que és encara cert si en comptes de parlar de fases evolutives ens cenyim a les classes de lluminositat del sistema MKK, totes aquestes estrelles són de classe de lluminositat III, és a dir, gegants.

## El Sol com a futura estrella gegant vermella
Depenent dels models utilitzats per estudiar la seva futura evolució, s'estima que d'aquí uns 5.000-6.000 milions d'anys el Sol, després de fusionar tot l'hidrogen del nucli, es transformarà en una gegant vermella, procés que portarà aproximadament 600 milions d'anys. En aquest procés englobarà a Mercuri, Venus i probablement, també a la Terra poc abans d'assolir la seva grandària i lluminositat màximes, arribant a ser gairebé 260 vegades més gran i 2.700 vegades més lluminós del que és avui, d'acord amb les últimes estimacions.